# V. J. Edgecombe
Valdez Drexel "V. J." Edgecombe Jr. (Bimini, 30 de julho de 2005), é um jogador profissional de basquetebol que atua como ala-armador no Philadelphia 76ers da NBA. Ele jogou basquete universitário pela Universidade Baylor e foi selecionado como a terceira escolha geral no Draft da NBA de 2025.

## Primeiros anos e ensino médio
Edgecombe nasceu em Bimini, Bahamas, e mudou-se para os Estados Unidos no nono ano escolar. Ele começou sua trajetória no Victory International Institute, na Flórida, e mais tarde transferiu-se para o Long Island Lutheran, em Nova York. Tornou-se um dos principais prospectos do país, sendo selecionado para o McDonald's All-American Game, Jordan Brand Classic e Nike Hoop Summit em 2024.

## Carreira universitária
Edgecombe atuou pela Universidade Baylor na temporada 2024–25. Em 33 partidas, teve médias de 15,0 pontos, 5,6 rebotes, 3,2 assistências e 2,1 roubos de bola por jogo, com aproveitamento de 43,6% nos arremessos de quadra e 34,0% nas bolas de três pontos. Foi nomeado Calouro do Ano da Big 12, além de integrar a Segunda equipe All-Big 12 e a Equipe All-Freshman da Big 12.

### Estatísticas universitárias
| Temporada | Universidade | Jogos | Pontos | Rebotes | Assistências | Roubos | Tocos |
| --------- | ------------ | ----- | ------ | ------- | ------------ | ------ | ----- |
| 2024–25   | Baylor       | 33    | 15,0   | 5,6     | 3,2          | 2,1    | 0,6   |

## Carreira profissional
No dia 25 de junho de 2025, Edgecombe foi selecionado como a 3ª escolha geral no Draft da NBA de 2025 pelo Philadelphia 76ers, tornando-se o jogador mais bem posicionado da história da Universidade Baylor em um draft da NBA. Ele também foi o jogador bahamense mais alto selecionado desde Deandre Ayton, em 2018. Após a escolha, o ex-técnico de Villanova Jay Wright declarou que Edgecombe reúne "talento, competitividade e caráter" em nível de elite.

## Estilo de jogo
Edgecombe é conhecido por seu atletismo explosivo, defesa intensa e capacidade de atacar a cesta em transição. Seu jogo se destaca também pelo bom arremesso de média distância e pela movimentação fora da bola. Analistas destacam que, apesar do alto teto, ainda precisa desenvolver habilidades como drible em meia quadra e criação para os companheiros.

## Vida pessoal
Edgecombe representou as Bahamas durante o Torneio Pré-Olímpico das Américas de 2024, atuando ao lado de jogadores como Buddy Hield e Deandre Ayton.